# Варсануфиты

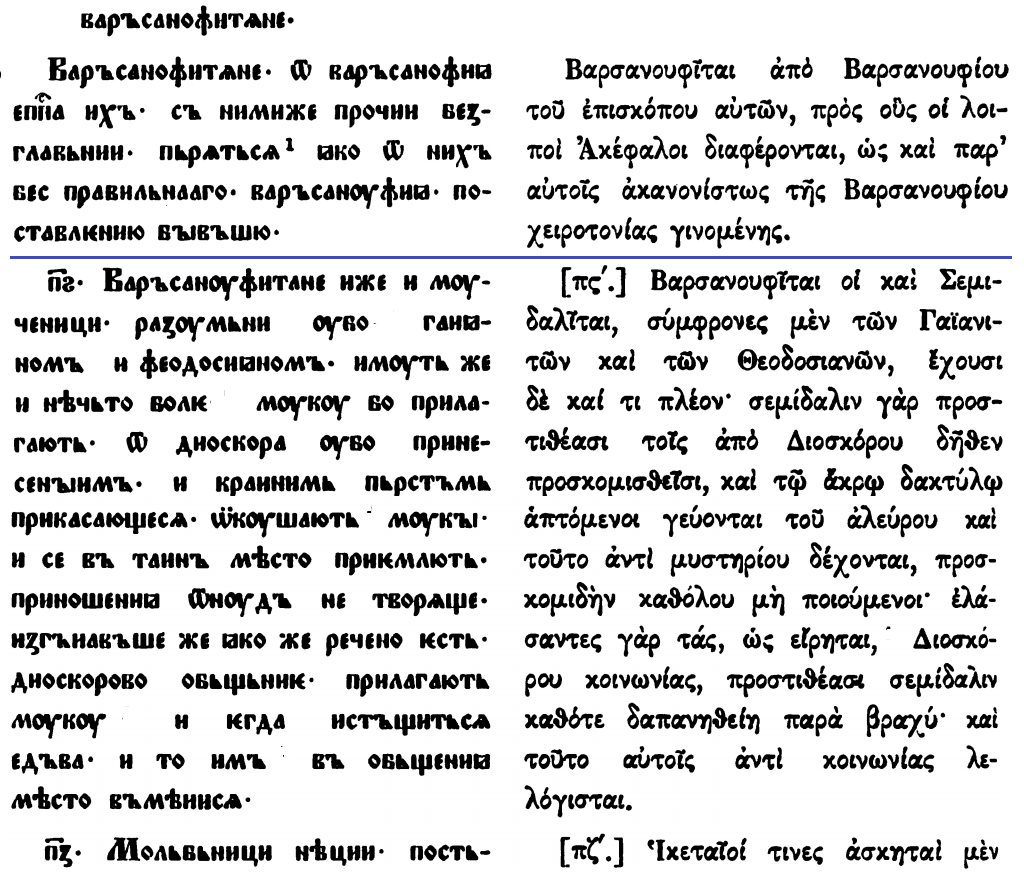
Семидалиты в книге В. Н. Бенешевича Древнеславянская кормчая XIV титулов без толкования. СПб, 1907. Т. 1.

Варсануфи́ты (др.-греч. βαρσανουφῖται; лат. barsanuphitae; ст.‑слав. варъсанофитѧнє, варъсанѹфитанє) или семидали́ты (др.-греч. σεμιδαλῖται от др.-греч. σεμίδᾱλις — «семидал или мука тончайшего помола»; лат. semidalitae; ст.‑слав. мѹчєници) — еретики, описанные Тимофеем Константинопольским в книге «Τιμοθέου πρεσβυτέρου τῆς άγιωτάτης μεγάλης ἐκκλησίας Κωνσταντινουπόλεως, πρός Ιωάννην πρεσβύτερον τῆς άγιωτάτης τοῦ θεοῦ καθολικῆς ἐκκλησίας, καί σκευοφύλακα τῆς ἀγίας Θεοτόκα τῆς ἐν τοῖς Χαλκοπρατείοις περί διαφοράς τῶν προσερχόμενων τῆ εὐαγεστάτη ημών πίστει» и Иоанном Дамаскиным в книге «О ста ересях вкратце», у последнего это 86 ересь. Тимофей Константинопольский сообщает о том, что варсануфиты получили своё название по имени епископа Варсанофия, который был основателем этой ереси, и который был поставлен антиканонично. Иоанн Дамаскин сообщает, что вероучение варсануфитов совпадало с учением гайянитов и феодосиан, имеется в виду, что варсануфиты исповедовали нехалкидонское миафизитское вероучение. Отличительной особенностью варсануфитов, из-за которого они получили второе название «семидалиты», и о которой сообщает Иоанн Дамаскин, было следующее: варсануфиты не совершали божественной евхаристии. Они хранили дары, принесённым Диоскором. К этим дарам они приносили пшеничную муку тончайшего помола — семидал, смешивали семидал с дарами, после чего каждый пальцем касался семидала, а затем причащался семидалом, которой прилипал к кончику пальца. Этот семидал и был святыми дарами для варсануфитов. Тимофей Константинопольский причисляет варсануфитов к третьей категории еретиков, принимаемых в Церковь  через письменное проклятие ими ереси.